# Melbourne Theatre Company
La Melbourne Theatre Company (MTC) est une compagnie de théâtre basée à Melbourne (État de Victoria) en Australie. Fondée en 1953 sous le nom de Union Theatre Repertory Company, c'est la plus ancienne compagnie de théâtre professionnelle d'Australie. 

## Histoire
La compagnie Southbank Theatre joue dans la salle Sumner de 500 places et à la Lawler de 150 places, et se produit également au Fairfax Studio and Playhouse de l'Arts Center Melbourne, toutes situés dans le quartier des arts de Melbourne à Southbank. Considérée comme la compagnie de théâtre d'État de Victoria, elle relève officiellement des auspices de l'université de Melbourne. Quelque 20 000 personnes sont abonnées et un quart de million de personnes assistent chaque année aux dix à douze spectacles. 
Au fil des ans, MTC a défendu le théâtre australien, présentant au grand public de Melbourne les œuvres d'écrivains tels que Alan Seymour, Vance Palmer, Patrick White, Alan Hopgood, Alexander Buzo, David Williamson, John Romeril, Jim McNeil, Alma De Groen, John Powers, Matt Cameron, Ron Elisha, Justin Fleming, Janis Balodis, Hannie Rayson, Louis Nowra, Michael Gurr, Jack Davis, Michael Gow et Joanna Murray-Smith (pour n'en citer que quelques-uns). La première pièce australienne produite par la compagnie, Summer of the Seventeenth Doll de Ray Lawler, en 1955, fut rapidement reconnue comme un classique australien.

## Directeurs artistiques
Les directeurs artistiques successifs du Melbourne Theatre Company sont :  
- 1953-1955 : John Sumner
- 1955-1956 : Ray Lawler
- 1956-1959 : Wal Cherry
- 1959-1987 : John Sumner
- 1987-1999 : Roger Hodgman
- 2000-2011 : Simon Phillips
- 2012 : Robyn Nevin, Pamela Rabe et Aidan Fennessy
- 2013- : Brett Sheehy